# Tweede divisie (mannenhandbal) 1995/96
De tweede divisie is de op twee na hoogste afdeling van het Nederlandse handbal bij de heren op landelijk niveau. In het seizoen 1995/1996 werden Dalfsen, Apollo '70, Saturnus '72 en Aristos kampioen en promoveerden naar de eerste divisie. Jahn II, Stiens, Udi 1896, Visa/Swift, Nooyens/Internos, Avanti en S&K degradeerden naar de derde divisie.

## Opzet
- De kampioenen promoveren rechtstreeks naar de eerste divisie (mits er niet al een hogere ploeg van dezelfde vereniging in de eerste divisie speelt).
- De ploegen die als een-na-laatste (elfde) en laatste (twaalfde) eindigen degraderen rechtstreeks naar de derde divisie.

## Tweede divisie A

### Teams
| Ploeg        | Plaats            | Provincie  |
| ------------ | ----------------- | ---------- |
| Borger       | Borger            | Drenthe    |
| DOS          | Emmer-Compascuum  | Drenthe    |
| Dalfsen      | Dalfsen           | Overijssel |
| De Griffioen | Wolvega           | Friesland  |
| HVC          | Barger-Compascuum | Drenthe    |
| Hazewind     | Gieten            | Drenthe    |
| Jahn II      | Stadskanaal       | Groningen  |
| Stiens       | Stiens            | Friesland  |
| Tyfoon       | Zwolle            | Overijssel |
| V&K          | Groningen         | Groningen  |

### Stand
| Pos | Club         | Wed | W  | G | V  | Ptn | DV  | DT  | +/− | Opmerking                     |
| --- | ------------ | --- | -- | - | -- | --- | --- | --- | --- | ----------------------------- |
| 1   | Dalfsen      | 18  | 13 | 3 | 2  | 29  | 366 | 309 | +57 | Promotie naar eerste divisie  |
| 2   | HVC          | 18  | 13 | 1 | 4  | 27  | 381 | 296 | +85 |                               |
| 3   | Tyfoon       | 18  | 12 | 0 | 6  | 24  | 337 | 280 | +57 |                               |
| 4   | V&K          | 18  | 9  | 1 | 8  | 19  | 336 | 317 | +19 |                               |
| 5   | De Griffioen | 18  | 8  | 2 | 8  | 18  | 347 | 320 | +27 |                               |
| 6   | Hazewind     | 18  | 7  | 2 | 9  | 16  | 325 | 352 | −27 |                               |
| 7   | Borger       | 18  | 6  | 2 | 10 | 14  | 326 | 358 | −32 |                               |
| 8   | DOS          | 18  | 6  | 2 | 10 | 14  | 291 | 339 | −48 |                               |
| 9   | Jahn II      | 18  | 6  | 0 | 12 | 12  | 333 | 386 | −53 | Degradatie naar derde divisie |
| 10  | Stiens       | 18  | 3  | 1 | 14 | 7   | 269 | 354 | −85 | Degradatie naar derde divisie |

## Tweede divisie B

### Teams
| Ploeg         | Plaats            | Provincie     |
| ------------- | ----------------- | ------------- |
| AHV Achilles  | Apeldoorn         | Gelderland    |
| Apollo '70    | Wehl              | Gelderland    |
| Blerick       | Blerick           | Limburg       |
| ESCA 2        | Arnhem            | Gelderland    |
| HBS           | Budel-Schoot      | Noord-Brabant |
| Jupiter '75   | Eersel            | Noord-Brabant |
| Loreal        | Venlo             | Limburg       |
| Visa/Swift    | Roermond          | Limburg       |
| Udi 1896      | Arnhem            | Gelderland    |
| BTG/Zwart-Wit | Oirsbeek-Schinnen | Limburg       |

### Stand
| Pos | Club          | Wed | W  | G | V  | Ptn | DV  | DT  | +/− | Opmerking                     |
| --- | ------------- | --- | -- | - | -- | --- | --- | --- | --- | ----------------------------- |
| 1   | Apollo '70    | 18  | 13 | 1 | 4  | 27  | 384 | 345 | +39 | Promotie naar eerste divisie  |
| 2   | Blerick       | 18  | 12 | 1 | 5  | 25  | 349 | 309 | +40 |                               |
| 3   | Jupiter '75   | 18  | 10 | 4 | 4  | 24  | 361 | 336 | +25 |                               |
| 4   | Loreal        | 18  | 9  | 3 | 6  | 21  | 335 | 314 | +21 |                               |
| 5   | HBS           | 18  | 8  | 4 | 6  | 20  | 379 | 393 | −14 |                               |
| 6   | BTG/Zwart-Wit | 18  | 8  | 3 | 7  | 19  | 351 | 318 | −8  |                               |
| 7   | ESCA 2        | 18  | 8  | 2 | 8  | 18  | 327 | 341 | −14 |                               |
| 8   | AHV Achilles  | 18  | 4  | 3 | 11 | 11  | 360 | 390 | −30 |                               |
| 9   | Udi 1896      | 18  | 3  | 2 | 13 | 9   | 275 | 325 | −50 | Degradatie naar derde divisie |
| 10  | Visa/Swift    | 18  | 3  | 1 | 14 | 7   | 277 | 327 | −50 | Degradatie naar derde divisie |

## Tweede divisie C

### Teams
| Ploeg                     | Plaats     | Provincie     |
| ------------------------- | ---------- | ------------- |
| Thrifty/Aalsmeer 3        | Aalsmeer   | Noord-Holland |
| Avanti                    | Drunen     | Noord-Brabant |
| DWS                       | Schiedam   | Zuid-Holland  |
| Nutsspaarbank/Delta Sport | Zierikzee  | Zeeland       |
| EMM                       | Middelburg | Zeeland       |
| Hermes                    | Den Haag   | Zuid-Holland  |
| Nooyens/Internos          | Etten-Leur | Noord-Brabant |
| Saturnus '72              | Ridderkerk | Zuid-Holland  |
| Snelwiek                  | Rotterdam  | Zuid-Holland  |
| Fides/Westlandia          | Naaldwijk  | Zuid-Holland  |

### Stand
| Pos | Club                      | Wed | W  | G | V  | Ptn | DV  | DT  | +/− | Opmerking                     |
| --- | ------------------------- | --- | -- | - | -- | --- | --- | --- | --- | ----------------------------- |
| 1   | EMM                       | 18  | 11 | 3 | 4  | 25  | 358 | 308 | +50 | Speelt beslissingswedstrijd   |
| 2   | Saturnus '72              | 18  | 12 | 1 | 5  | 25  | 392 | 347 | +45 | Speelt beslissingswedstrijd   |
| 3   | Nutsspaarbank/Delta Sport | 18  | 10 | 4 | 4  | 22  | 351 | 348 | +3  |                               |
| 4   | Thrifty/Aalsmeer 3        | 18  | 10 | 2 | 6  | 20  | 324 | 303 | +21 |                               |
| 5   | Snelwiek                  | 18  | 10 | 0 | 8  | 16  | 346 | 314 | +32 |                               |
| 6   | Fides/Westlandia          | 18  | 7  | 2 | 9  | 16  | 353 | 352 | +1  |                               |
| 7   | Hermes                    | 18  | 7  | 2 | 9  | 16  | 342 | 381 | −39 |                               |
| 8   | DWS                       | 18  | 6  | 2 | 10 | 14  | 296 | 333 | −37 |                               |
| 9   | Nooyens/Internos          | 18  | 4  | 3 | 11 | 11  | 322 | 364 | −42 | Degradatie naar derde divisie |
| 10  | Avanti                    | 18  | 2  | 3 | 13 | 7   | 330 | 364 | −34 | Degradatie naar derde divisie |

### Beslissingswedstrijd
|  | EMM | 16 - 18 | Saturnus '72 |  |
|  |     |         |              |  |
|  |     |         |              |  |

Saturnus '72 promoveert naar de eerste divisie.

## Tweede divisie D

### Teams
| Ploeg               | Plaats     | Provincie     |
| ------------------- | ---------- | ------------- |
| Thrifty/Aalsmeer 4  | Aalsmeer   | Noord-Holland |
| Animo               | Rijswijk   | Zuid-Holland  |
| Aristos             | Amsterdam  | Noord-Holland |
| Smeeing/BDC         | Soest      | Utrecht       |
| DSS                 | Heemskerk  | Noord-Holland |
| Laren               | Laren      | Noord-Holland |
| Van Riet/HVN Attila | Nieuwegein | Utrecht       |
| Nijenrodes          | Breukelen  | Utrecht       |
| S&K                 | Blokker    | Noord-Holland |

### Stand
| Pos | Club                | Wed | W  | G | V  | Ptn | DV  | DT  | +/− | Opmerking                     |
| --- | ------------------- | --- | -- | - | -- | --- | --- | --- | --- | ----------------------------- |
| 1   | Aristos             | 16  | 12 | 2 | 2  | 26  | 362 | 289 | +73 | Promotie naar eerste divisie  |
| 2   | Smeeing/BDC         | 16  | 12 | 0 | 4  | 24  | 353 | 274 | +79 |                               |
| 3   | Animo               | 16  | 11 | 2 | 3  | 16  | 347 | 291 | +56 |                               |
| 4   | Laren               | 16  | 6  | 4 | 6  | 16  | 292 | 286 | +6  |                               |
| 5   | Thrifty/Aalsmeer 4  | 16  | 7  | 2 | 7  | 18  | 325 | 339 | −14 |                               |
| 6   | Van Riet/HVN Attila | 16  | 5  | 3 | 8  | 13  | 292 | 309 | −17 |                               |
| 7   | Nijenrodes          | 16  | 4  | 2 | 10 | 10  | 286 | 338 | −52 |                               |
| 8   | DSS                 | 16  | 4  | 1 | 11 | 9   | 293 | 346 | −53 |                               |
| 9   | S&K                 | 16  | 2  | 2 | 12 | 6   | 292 | 370 | −78 | Degradatie naar derde divisie |